# Howard Mason Georgi
Howard Mason Georgi [hóvard méjson džórdži], ameriški fizik, * 6. januar, 1947, San Bernardino, Kalifornija, ZDA.

## Življenje
Georgi je študiral na Univerzi Harvard. Doktoriral je na Univerzi Yale. Od leta 1971 je profesor fizike na Univerzi Harvard. 

## Delo
Znan je po svojem delu v zvezi s teorijo velikega poenotenja in popolno teorijo poenotenja, ki jo je izdelal skupaj z ameriškim fizikom Sheldonom Leejem Glashowom (rojen 1932). Model, ki sta ga izdelala, se imenuje Georgi-Glashowov model.

## Priznanja

### Nagrade
Leta 2000 je skupaj z Jogeshem Patijem in Helen Quinn prejel Diracovo medaljo za teoretično fiziko ali matematiko. Skupaj Vadimom Aleksejevičem Kuzminom je leta 2006 prejel Pomerančukovo nagrado za teoretično fiziko.
1. 1 2  Record #1131193407 // Gemeinsame Normdatei — 2012—2016.